# Abteilung Kunstguss (Museum in Gliwice)

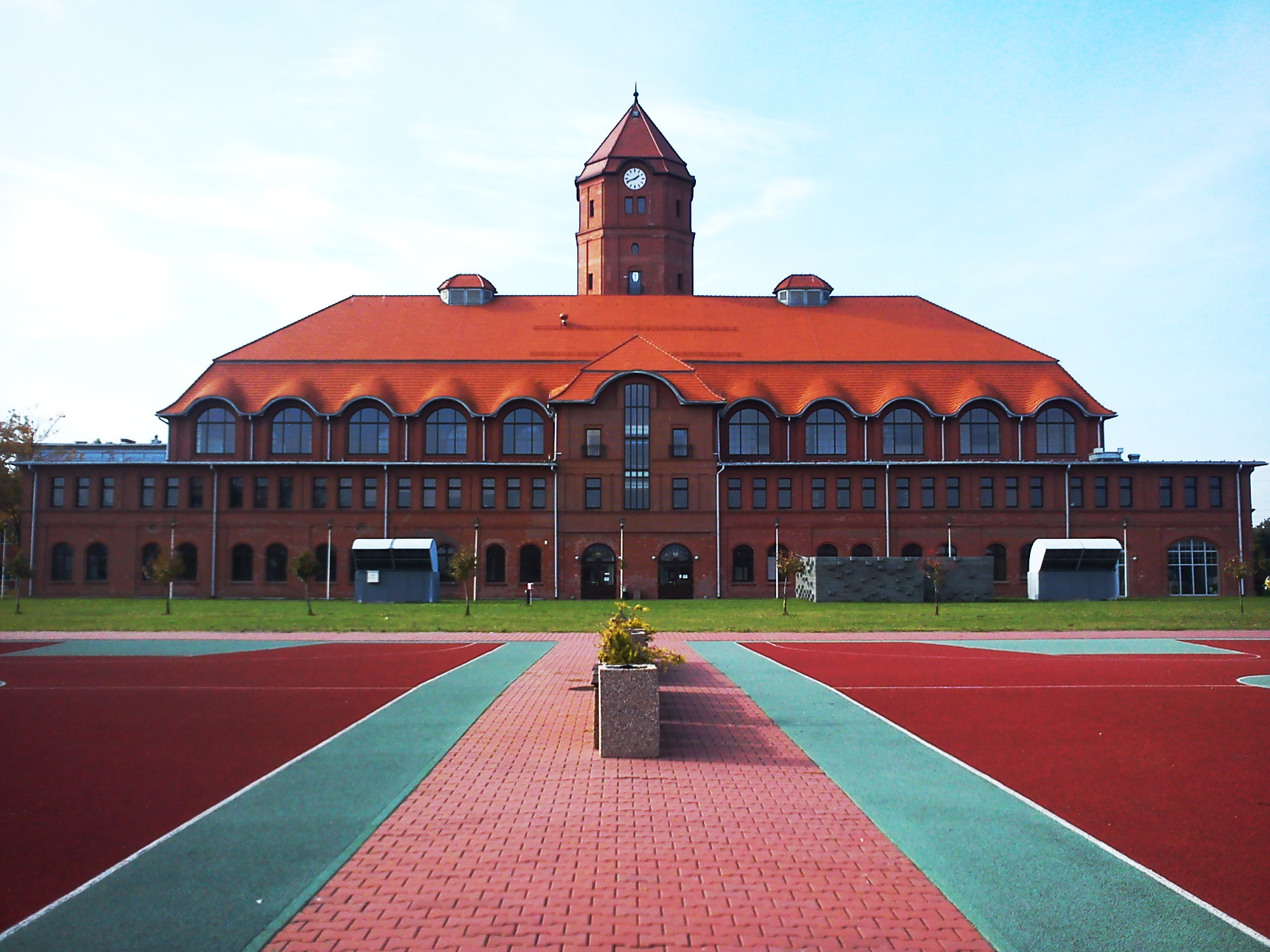
Sitz der Abteilung für Kunstguss

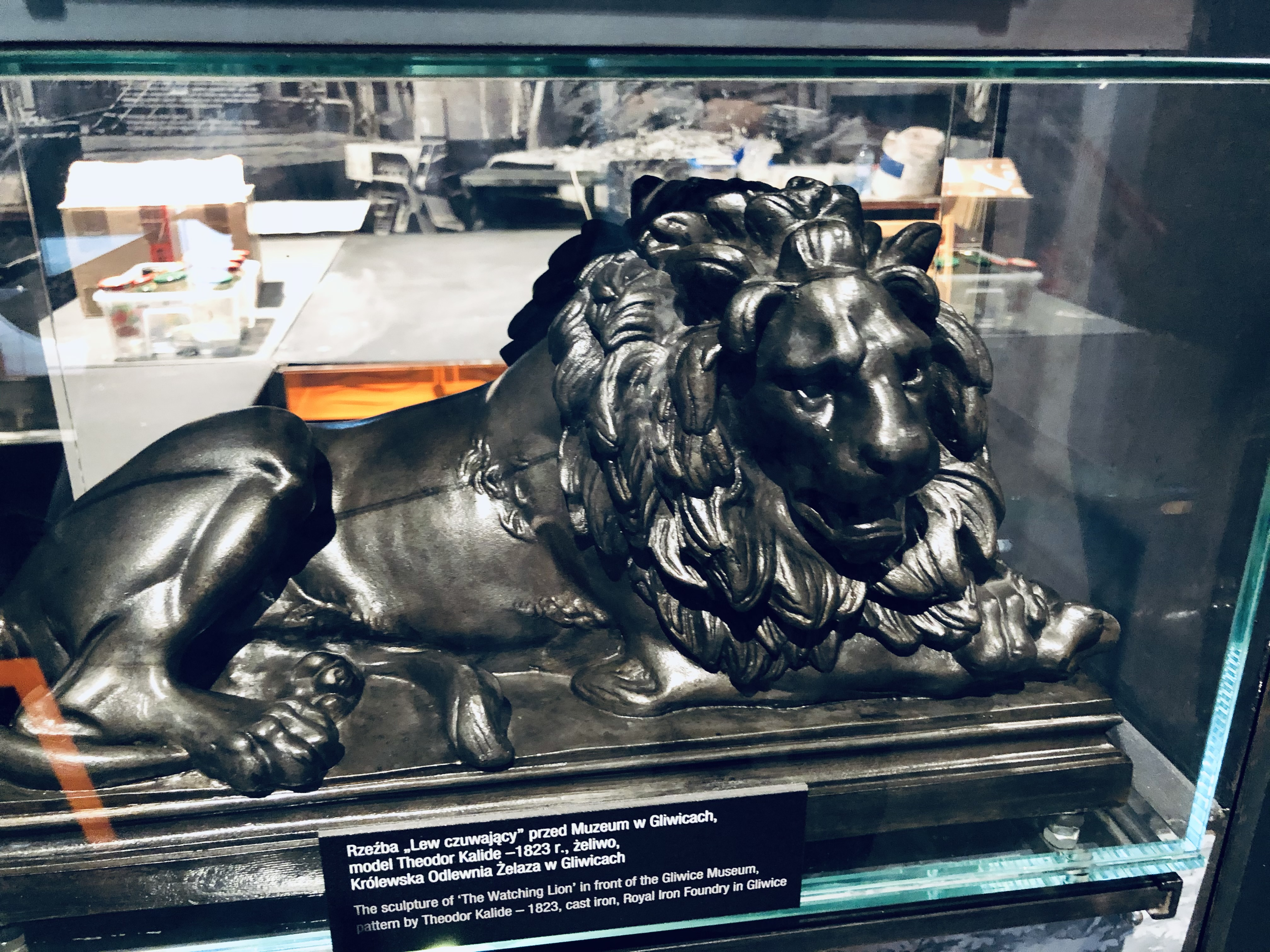
Exponat Wachender Löwe

Die Abteilung für Kunstguss des Museums in Gliwice besteht seit 1991. Bis 2010 befand sie sich in der Kunstgießerei in Gliwice (Gleiwitz), heute befindet sie sich an der Ulica Bojkowska 37.

## Exponate
In der Abteilung für Kunstgüsse findet man Exponate (wie Kerzenständer, Teller, Schalen, Briefbeschwerer, Medaillen, Skulpturen u. a.) aus Gusseisen und Bronze u. a. von der Königlichen Eisengießerei Gleiwitz und moderne Werkstücke.
Derzeit besitzt das Museum etwa 2000 historische Exponate.

## Geschichte
Das Museum befand sich anfangs in der Kunstgießerei in der ul. Robotnicza 2. Die Gebäude aus dem 19. Jahrhundert gehörten ursprünglich zur Königlichen Eisengießerei. Für die Bedürfnisse des Museumsbetriebs wurden die Innenräume durch den Architekten Tadeusz Pfutzner angepasst. Die Kunstgießerei war seit 1991 Bestandteil des Museums in Gliwice. An diesem Standort befand sie die Museumsabteilung bis zum Januar 2010. Danach wurden die Exponate eingelagert und restauriert.
Im Oktober 2010 zog die Abteilung für Kunstguss in die Gebäude des ehemaligen Bergwerks im Bildungs- und Businesszentrum Nowe Gliwice. Dabei wurden das Konzept und das Erscheinungsbild der Ausstellung nach den Entwürfen der Agentur Studio Nizio Design International komplett überarbeitet. Ergänzt wurde sie durch multimediale und interaktive Ausstellungselemente.

## Weblink
- Museum in Gliwice: Abteilung für Kunstgüsse